# Старый Муй
Старый Муй — деревня в Арском районе Татарстана. Входит в состав Сизинского сельского поселения.

## География
Находится в северо-западной части Татарстана на расстоянии приблизительно 14 км по прямой на восток-северо-восток от районного центра города Арск у речки Кисьмесь.

## История
Известна с 1616 года. В начале XX века здесь уже были мечеть и мектеб.

## Население
Постоянных жителей было: в 1782 году — 48 душ мужского пола, в 1859—203 человека, в 1897—361, в 1908—408, в 1920—437, в 1926—381, в 1938—430, в 1949—406, в 1958—294, в 1970—205, в 1979—165, в 1989—141, 128 в 2002 году (татары 99 %), 140 в 2010.